# Kosarze Austrii
Kosarze Austrii – ogół taksonów pajęczaków z rzędu kosarzy (Opiliones), których występowanie stwierdzono na terenie Austrii.
Według checklisty Christiana Komposcha z 2011 roku w Austrii stwierdzono 62 gatunki kosarzy z 8 rodzin i 3 podrzędów.

## Podrząd:Cyphophthalmi

### Sironidae
W Austrii stwierdzono trzy gatunki. Dokładnie oznaczony został tylko Cyphophthalmus duricorius. Drugi gatunek to prawdopodobnie Siro crassus. W przypadku trzeciego nie określono ani gatunku ani rodzaju; niewykluczone że jest to przedstawiciel rodzaju nowego dla nauki.

## Podrząd:Dyspnoi

### Dicranolasmatidae
W Austrii stwierdzono tylko 1 gatunek:
- Dicranolasma scabrum

### Ischyropsalididae
W Austrii stwierdzono 5 gatunków:
- Ischyropsalis carli
- Ischyropsalis dentipalpis
- Ischyropsalis hadzii
- Ischyropsalis hellwigii
- Ischyropsalis kollari

### Nemastomatidae
W Austrii stwierdzono 10 gatunków:
- Carinostoma carinatum
- Histricostoma dentipalpe
- Mitostoma alpinum
- Mitostoma chrysomelas
- Nemastoma bidentatum – w trzech podgatunkach:
  - Nemastoma bidentatum bidentatum
  - Nemastoma bidentatum relictum
  - Nemastoma bidentatum sparsum
- Nemastoma lugubre
- Nemastoma schuelleri
- Nemastoma triste
- Paranemastoma bicuspidatum
- Paranemastoma quadripunctatum

### Trogulidae
W Austrii stwierdzono 8 gatunków:
- Anelasmocephalus cambridgei
- Anelasmocephalus hadzii
- Trogulus cisalpinus
- Trogulus closanicus
- Trogulus falcipenis
- Trogulus nepaeformis
- Trogulus tingiformis
- Trogulus tricarinatus

## Podrząd:Eupnoi

### Phalangiidae
W Austrii stwierdzono 22 gatunki:
- Amilenus aurantiacus
- Dasylobus graniferus
- Dicranopalpus gasteinensis
- Egaenus convexus
- Lacinius dentiger
- Lacinius ephippiatus
- Lacinius horridus
- Lophopilio palpinalis
- Megabunus armatus
- Megabunus lesserti
- Mitopus glacialis
- Mitopus morio
- Oligolophus tridens
- Opilio canestrinii
- Opilio dinaricus
- Opilio parietinus – kosarz ścienny
- Opilio ruzickai
- Opilio saxatilis
- Phalangium opilio – kosarz pospolity
- Platybunus bucephalus
- Platybunus pinetorum
- Rilaena triangularis

### Sclerosomatidae
W Austrii stwierdzono 12 gatunków:
- Astrobunus helleri
- Astrobunus laevipes
- Gyas annulatus
- Gyas titanus
- Leiobunum limbatum – łabuń długonogi
- Leiobunum roseum
- Leiobunum rotundum
- Leiobunum rupestre
- Leiobunum subalpinum
- Leiobunum – nieoznaczony gatunek
- Nelima apenninica
- Nelima sempronii

## Podrząd:Laniatores

### Cladonychiidae
W Austrii stwierdzono tylko 1 gatunek:
- Holoscotolemon unicolor